# Cừu Manx Loaghtan

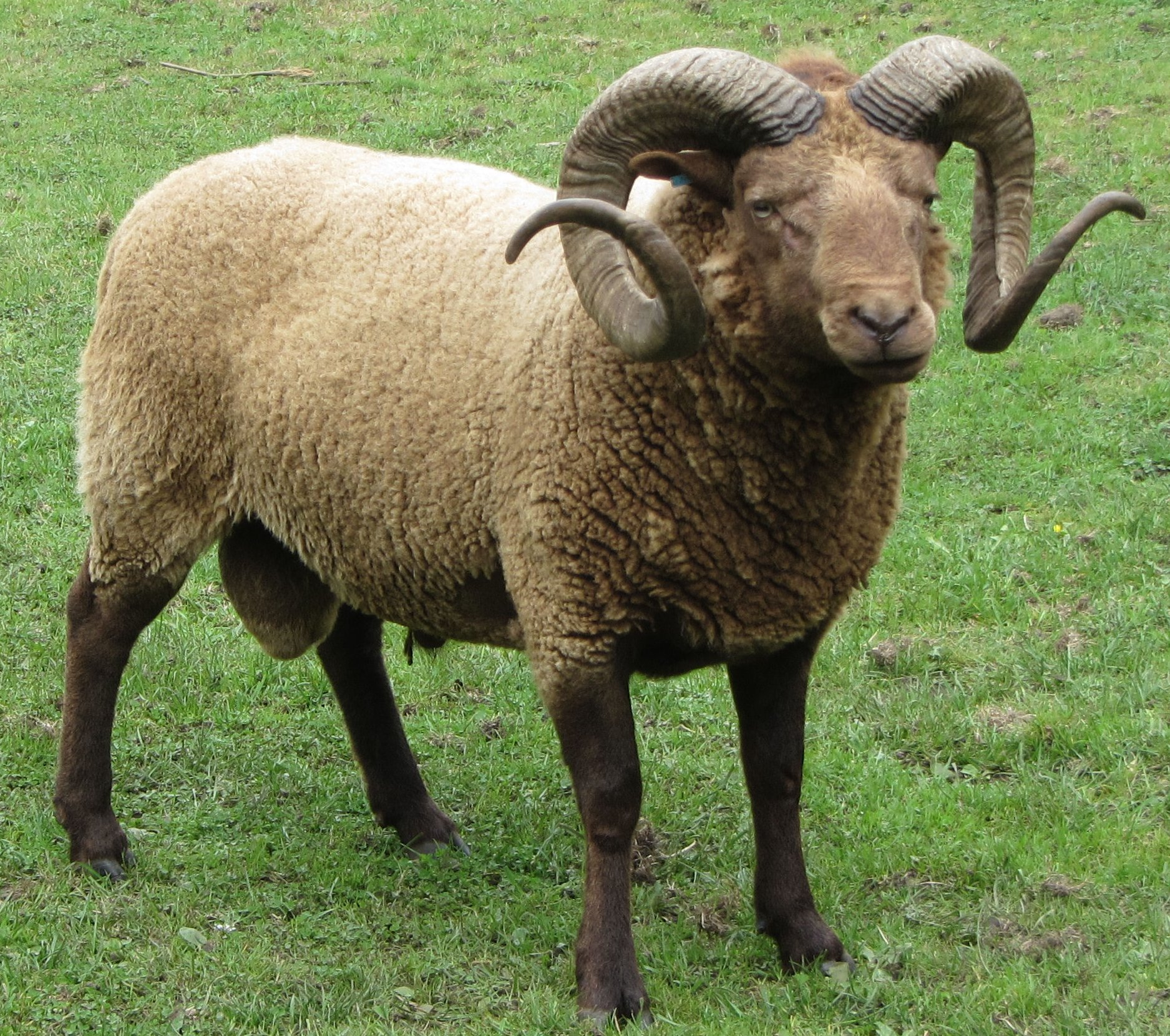
Một con cừu đực Manx Loaghtan hai sừng

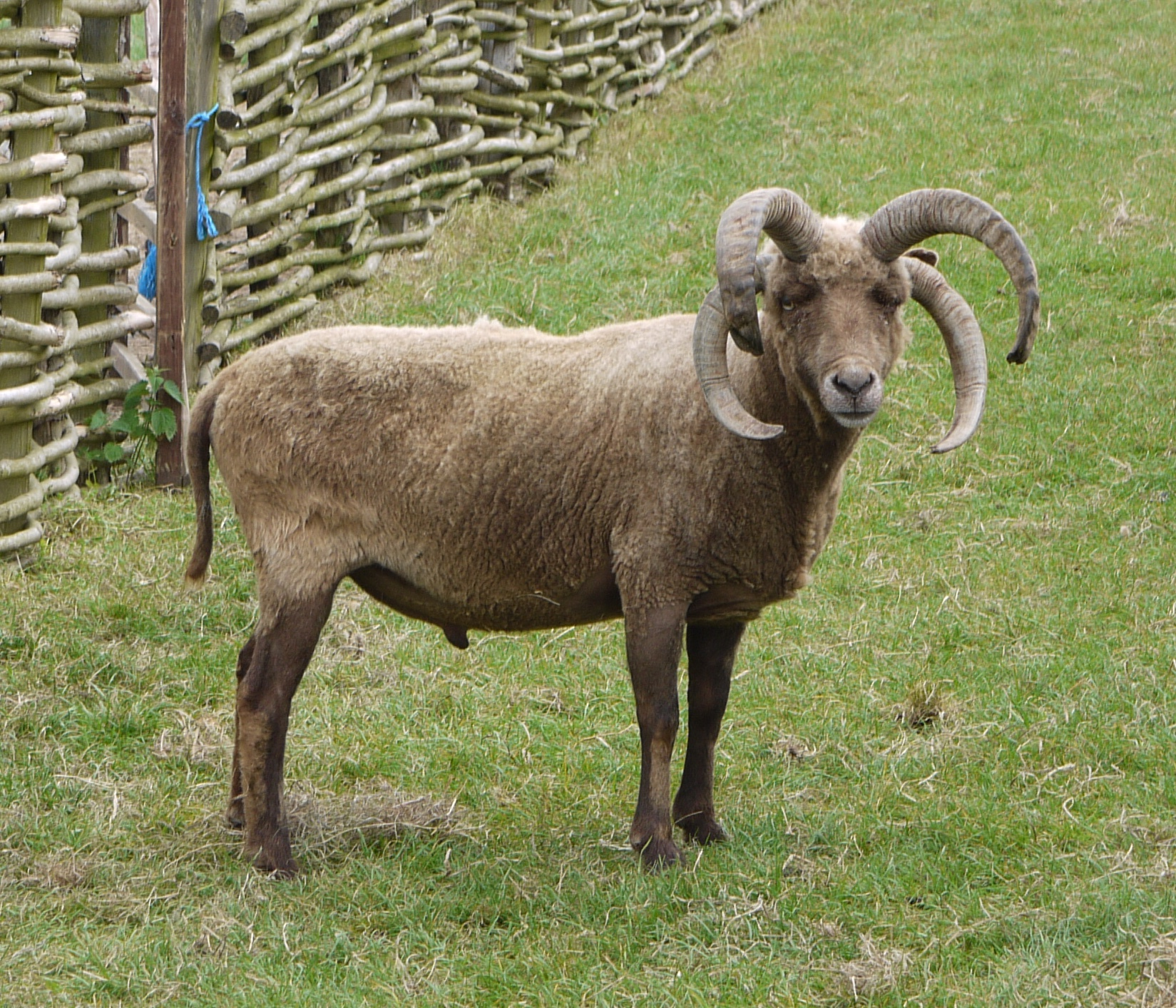
Một con cừu Manx Loaghtan trên nông trại cổ xưa

Cừu Manx Loaghtan là một giống cừu (Ovis aries) có nguồn gốc từ đảo Isle of Man. Nó đôi khi được đánh vần như Loaghtan hoặc Loaghtan. Những con cừu có lông màu nâu sẫm và thường là bốn hoặc thỉnh thoảng là có đến sáu sừng. Cừu Manx Loaghtan là một trong những giống cừu đuôi ngắn Bắc Âu và đi xuống từ cừu nguyên thủy một lần được tìm thấy trên khắp vùng ở Scotland, Hebrides, và quần đảo Shetland.
Từ Loaghtan đến từ Manx từ lugh dhoan, có nghĩa là con chuột nâu và mô tả màu sắc của các con chiên. Giống cừu này chủ yếu được nuôi để lấy thịt cừu, mà một số người coi là một món ăn. Thịt cừu của giống này gần đây đã nhận được sự công nhận và bảo vệ EU. Chúng đã được đã làm tăng đàn thương mại trên Isle of Man và các nơi khác. Mặc dù vậy, hiện nay vẫn còn ít hơn 1.500 con cừu cái giống được đăng ký tại Vương quốc Anh. 

## Đặc điểm
Manx Loaghtan là một con cừu nhỏ, không có lông trên khuôn mặt màu nâu sẫm và chân. Con cừu có đuôi ngắn và cũng có hệ thống xương tốt. Trong thế kỷ qua màu sắc của con cừu đã ổn định như cừu Moorit, đó là sắc thái giữa nâu vàng và nâu đỏ sẫm. Manx Loaghtan thường có bốn sừng nhưng cá thể này cũng được tìm thấy với hai hoặc sáu sừng. Những chiếc sừng thường nhỏ trên cừu nhưng lớn hơn và mạnh mẽ hơn trên con đực. Một con cái trưởng thành nặng khoảng 40kg, và một đàn khoảng một phần ba nhiều hơn.
Trán chúng phẳng, xương mũi lồi ra, chúng có hố nước mắt, mõm của chúng mỏng, môi hoạt động, răng cửa sắc, nhờ đó chúng có thể gặm được cỏ mọc thấp và bứt được những lá thân cây mềm mại, hợp khẩu vị trên cao để ăn. Chúng có thói quen đi kiếm ăn theo bầy đàn, tạo thành nhóm lớn trên đồng cỏ. Trong da chúng có nhiều tuyến mồ hôi và tuyến mỡ hơn dê. Bởi thế chúng bài tiết mồ hôi nhiều hơn và các cơ quan hô hấp tham gia tích cực hơn vào quá trình điều tiết nhiệt. Mô mỡ dưới da của chúng phát triển tốt hơn dê và ngược lại ở các cơ bên trong của chúng có ít tích lũy mỡ hơn dê.

## Sản phẩm
Cừu Loaghtan được nuôi như một món ăn trên đảo Isle of Man, chỉ có hai trang trại chủ yếu trên đảo sản xuất thịt. Hiện nay có nhiều cổ phần trên đất liền Anh mà cũng giống Loaghtans, bao gồm cả một số trang trại với hơn 100 con cừu cái - ví dụ các Fowlescombe Flock ở Devon. Thịt cừu này được người sành ăn đánh giá cao rất cao, thường được bán như động vật thành phẩm. Thịt chất lượng đạt loại A của cừu 15 tháng tuổi sẽ mang lại một thân thịt 18 kg thịt nạc, thịt có mức độ cholesterol thấp. Có một bầy lớn của cừu đã nhập khẩu vào hòn đảo này đã được đóng cửa để bảo vệ chúng trong các dịch bệnh lở mồm long móng năm 2001 tại Anh. Các bệnh đã không xâm nhập được vào hoàn đảo, vẫn tiếp tục xuất khẩu thịt sang lục địa châu Âu.
Len của chúng cho độ mềm mại và màu nâu đậm. Những người tạo sử dụng các vật liệu nhuộm để sản xuất len và vải tuýt len từ bầy Loaghtans Jersey được bán tại địa phương. Len của cừu Loaghtan có một lớp phủ cao sáp lanolin, còn được gọi là sáp len hay mỡ lông cừu. Thời tiết ấm áp làm cho lanolin nhớt. Các con cừu Loaghtan được cho là còn sống sót gần gũi nhất của con cừu Jersey nay đã tuyệt chủng.

## Sinh thái học
Dường như có một mối liên hệ giữa sự hiện diện của cừu Loaghtan và khả năng để phát triển mạnh. Các nghiên cứu trên đảo Ramsey, Đảo Bardsey, và Isle of Man đã tìm thấy rằng khi số lượng chăn thả cừu giảm; khi cừu chăn thả gia tăng, do đó đã làm số giống. Điều này dường như xảy ra trên Jersey Khi cừu Loaghtans gặm cỏ, chúng xén và chà đạp lên cỏ. Điều này cho phép những con chim để có được ít côn trùng hoạt động bề mặt và đất. Ngoài ra, các phân chúng thải ra là môi trường cho con bọ cánh cứng và ấu trùng ruồi. Những côn trùng lần lượt là một nguồn tài nguyên cho các loài chim khi mặt đất là khó khăn hoặc côn trùng khác đang khan hiếm.

## Chăn nuôi

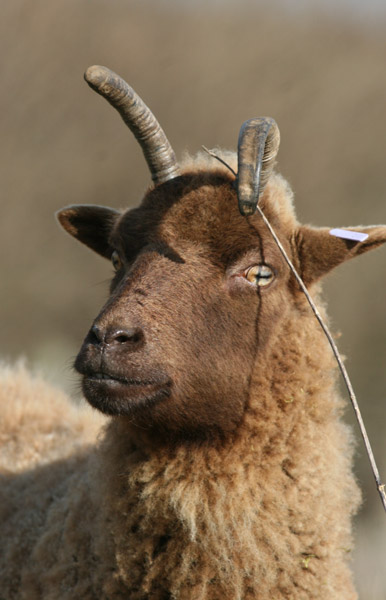
Một con cừu cái thuộc giống này

Chúng có tính bầy đàn cao nên dễ quản lý, chúng thường đi kiếm ăn theo đàn nên việc chăm sóc và quản lý rất thuận lợi. Chúng cũng là loài dễ nuôi, mau lớn, ít tốn công chăm sóc. So với chăn nuôi bò thì chúng là vật nuôi dễ tính hơn, thức ăn của chúng rất đa dạng, thức ăn của chúng là những loại không cạnh tranh với lương thực của người. Chúng là động vật có vú ăn rất nhiều cỏ.
Hầu hết chúng gặm cỏ và ăn các loại cỏ khô khác, tránh các phần thực vật có gỗ nhiều. Chúng có chế độ hoạt động ban ngày, ăn từ sáng đến tối, thỉnh thoảng dừng lại để nghỉ ngơi và nhai lại. Đồng cỏ lý tưởng cho chúng như cỏ và cây họ Đậu. Khác với thức ăn gia súc, thức ăn chính của chúng trong mùa đông là cỏ khô.
Chúng là loài ăn tạp, có thể ăn được nhiều loại thức ăn bao gồm thức ăn thô xanh các loại như: rơm cỏ tươi, khô, rau, củ quả bầu bí các loại, phế phụ phẩm công nông nghiệp và các loại thức ăn tinh bổ sung như cám gạo ngũ cốc. Mỗi ngày chúng có thể ăn được một lượng thức ăn 15-20% thể trọng. Chúng cần một lượng thức ăn tính theo vật chất khô bằng 3,5% thể trọng. Với nhu cầu 65% vật chất khô từ thức ăn thô xanh (0,91 kg) và 35% vật chất khô từ thức ăn tinh (0,49 kg). Khi cho chúng ăn loại thức ăn thô xanh chứa 20% vật chất khô và thức ăn tinh chứa 90% vật chất khô.
Nguồn nước uống là nhu cầu cơ bản của chúng. Lượng nước cần cho chúng biến động theo mùa và loại và chất lượng thực phẩm mà chúng tiêu thụ. Khi chúng ăn nhiều trong các tháng đầu tiên và có mưa (kể cả sương, khi chúng ăn vào sáng sớm), chúng cần ít nước hơn. Khi chúng ăn nhiều cỏ khô thì chúng cần nhiều nước. Chúng cũng cần uống nước sạch, và có thể không uống nếu nước có tảo hoặc chất cặn. Trong một số khẩu phần ăn của chúng cũng bao gồm các khoáng chất, hoặc trộn với lượng ít.

## Chăm sóc

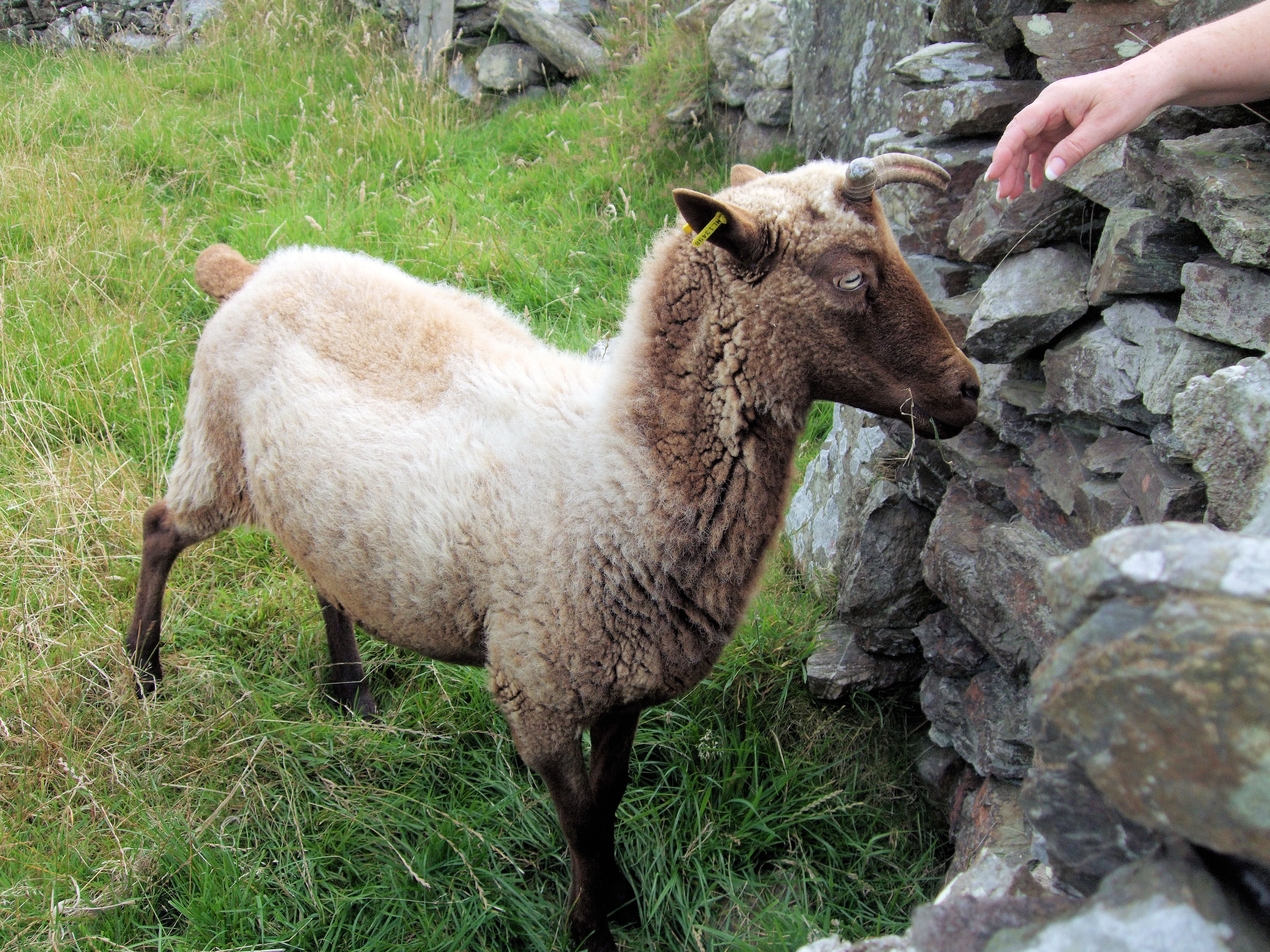
Chăm sóc cừu Manx Loaghtan

Sau khi cho phối giống 16-17 ngày mà không có biểu hiện động dục lại là có thể cừu đã có chửa, Căn cứ vào ngày phối giống để chuẩn bị đỡ đẻ cho cừu (thời gian mang thai của cừu 146-150 ngày) nhằm hạn chế cừu sơ sinh bị chết; Có thể bồi dưỡng thêm thức ăn tinh và rau cỏ non cho cừu có chửa nhưng tuyệt đối tránh thức ăn hôi mốc; Khi có dấu hiệu sắp đẻ (bầu vú căng, xuống sữa, sụt mông, âm hộ sưng to, dịch nhờn chảy ra, cào bới sàn…) nên nhốt ở chuồng riêng có lót ổ rơm và chăn dắt gần, tránh đồi dốc.
Thông thường cừu mẹ nằm đẻ nhưng cũng có trường hợp đứng đẻ, tốt nhất nên chuẩn bị đỡ đẻ cho cừu; Sau khi đẻ cừu mẹ tự liếm cho con. Tuy nhiên, vẫn phải lấy khăn sạch lau khô cho cừu con, nhất là ở miệng và mũi cho cừu con dễ thở. Lấy chỉ sạch buộc cuống rốn (cách rốn 4–5 cm), cắt cuống rốn cho cừu con và dùng cồn Iod để sát trùng; Giúp cừu con sơ sinh đứng dậy bú sữa đầu càng sớm càng tốt (vì trong sữa đầu có nhiều kháng thể tự nhiên); Đẻ xong cho cừu mẹ uống nước thoải mái (có pha đường 1% hoặc muối 0.5%).
Cừu con trong 10 ngày đầu sau khi đẻ cừu con bú sữa mẹ tự do; Từ 11-21 ngày tuổi cừu con bú mẹ 3 lần/ngày, nên tập cho cừu con ăn thêm thức ăn tinh và cỏ non, ngon; 80-90 ngày tuổi có thể cai sữa. Giai đoạn này phải có cỏ tươi non, ngon cho cừu con để kích thích bộ máy tiêu hóa phát triển (đặc biệt là dạ cỏ) và bù đắp lượng dinh dưỡng thiếu hụt do sữa mẹ cung cấp không đủ; Cừu sinh trưởng và phát triển nhanh, mạnh ở giai đoạn này.